# WSG Tirol
Werkssportgemeinschaft Tirol, tidigare bland annat WSG Wattens, är en idrottssklubb i Wattens i Österrike. Klubben hade 1971–1986 ett samarbete med Wacker Innsbruck kallat SpG Swarovski Wattens-Wacker Innsbruck (SSW Innsbruck).

## Placering tidigare säsonger
| Säsong    | Nivå | Liga       | Pos. | Referens | Notering                   |
| --------- | ---- | ---------- | ---- | -------- | -------------------------- |
| 2016/2017 | 2    | Erste Liga | 5    | [ 1 ]    |                            |
| 2017/2018 | 2    | Erste Liga | 7    | [ 2 ]    |                            |
| 2018/2019 | 2    | 2. Liga    | 1    | [ 3 ]    | Uppflyttad till Bundesliga |
| 2019/2020 | 1    | Bundesliga | 12   | [ 4 ]    |                            |
| 2020/2021 | 1    | Bundesliga | 6    | [ 5 ]    |                            |
| 2021/2022 | 1    | Bundesliga | 7    | [ 6 ]    |                            |
| 2022/2023 | 1    | Bundesliga | 9    | [ 7 ]    |                            |
| 2023/2024 | 1    | Bundesliga | 11   | [ 8 ]    |                            |
| 2024/2025 | 1    | Bundesliga |      | [ 9 ]    |                            |